# Haiphong
Haiphong (česky někdy přepisováno též Haifong podle výslovnosti; vietnamsky Hải Phòng) je třetím největším městem Vietnamu po Ho Či Minově Městě (Saigonu) a Hanoji. Toto severovietnamské průmyslové město obývá přibližně 2,09 milionu obyvatel a je zároveň i významným námořním přístavem.

## Dějiny
Založení obydlené osady, z níž po staletích vyrostlo město Haiphong, bývá přisuzováno národní hrdince Lê Chân, která se aktivně účastnila národního povstání proti čínské nadvládě, vedeného sestrami Trungovými v letech 40–43 n. l. V té době prý bylo místo pojmenováno An Biên. V bezprostřední blízkostí místa se později odehrály důležité bitvy o udržení vietnamské nezávislosti – šlo o střety v ústí řeky Bach Dang (vietnamsky Bạch Đằng) v letech 938 a 981 proti čínské flotile a v r. 1288 pak proti flotile mongolské, kde se vyznamenal vojevůdce Tran Hung Dao (vietnamsky Trần Hưng Đạo).
Jméno Haiphong odráží právě významnou roli, již místo sehrálo z hlediska národní obrany (hải = moře; phòng = obrana). Díky své poloze v deltě Rudé řeky a blízkosti k čínské hranici se město stalo během staletí důležitým přístavem s čilým obchodním ruchem. Po nastolení francouzské správy ke konci 19. století se město změnilo v nejdůležitější námořní základnu Francouzů v tehdejší Francouzské Indočíně. Přes poválečné vyhlášení nezávislosti a založení Vietnamské demokratické republiky v září 1945 se právě Haiphong, jakožto důležitý strategický bod, stal předmětem sporu s Francií, která si nadále nárokovala zdejší celní kontrolu. Spor posléze vyústil v listopadu 1946 v bombardování města, při němž bylo zabito několik tisíc civilistů. Další bombardování utrpěl Haiphong v době konfliktu s USA, zejména v roce 1972, kdy Američané chtěli tento nejdůležitější severovietnamský námořní přístav vyřadit z provozu.

## Současnost
V současnosti plní Haiphong nadále roli nejvýznamnějšího námořního přístavu severního Vietnamu a také zůstává jedním z hlavních průmyslových center země. Přispívá k tomu jeho příhodná zeměpisná poloha (delta Rudé řeky, Jihočínské moře, blízkost čínské hranice) i dostatek nerostných surovin v okolí. Haiphong je jedním z pěti vietnamských měst, která mají status „města pod ústřední správou“, což odpovídá statutu provincie.

## Vztahy s Československem
V 50. letech 20. století pomohlo tehdejší Československo postavit v Haiphongu Nemocnici československo-vietnamského přátelství, v níž působili i českoslovenští lékaři. V 90. letech se Česko podílelo znovu na obnově jejího zařízení.

## Partnerská města
- Danang, Vietnam
- Inčchon, Jižní Korea
- Kitakjúšú, Japonsko
- Petrohrad, Rusko
- Seattle, Spojené státy americké
- Tchien-ťin, Čína
- Vladivostok, Rusko